# 村山佐織
村山 佐織（むらやま さおり、1962年10月4日 - ）は、高知放送のアナウンサー。
高知県高知市出身。

## 人物
1985年、高知大学人文学部文学科を卒業、高知放送に入社。かつては「橋詰」の姓で活動していたが、現在は離婚して結婚前の「村山」の姓に戻っている。血液型はＯ型。2007年、第28回NNSアナウンス大賞ラジオ部門大賞を受賞。2010年からアナウンス部を離れ、ディレクターの仕事をしていたが、2014年春よりアナウンス部に戻っている。2017年春から、ラジオ局ラジオ制作部長に異動しラジオパーソナリティとディレクターを兼任していたが、2020年春からディレクター専任になった。井手上恵の後任として「あさドレッ！わいど」の火曜日を担当していたが、番組改編に伴い2022年3月22日で番組を降板することなる。以降はディレクターとして活動してきたが、2025年4月アナウンサーに復帰。

## 担当番組
- RKC地震防災メモ（ラジオ、防災士として・月～金曜 7：30～、18：40～(再放送)）
- 歴史のなかの土佐人たち(火曜 17:15～)

## 過去の主な担当番組
- テレビの夕方のニュースを長きに渡って担当した。
  - こうちTODAY
  - こうちNOW
- おはようワイド（月曜8：30～、ラジオ）
- 3時のあなた（「全国キャラバン」高知城からの中継を担当）
- 高知大学ラジオ公開講座2007（日曜日、ラジオ）
- あなたと一緒にRKC（テレビ）
- あさドレッ！わいど（火曜日、ラジオ）